# Natacha Michel
Natacha Michel, född 1941, är en fransk politisk aktivist och författare. Hon var direktor för Collège international de philosophie från 1995 till 2001.

## Biografi
Natacha Michel föddes år 1941.
I samband med studentrevolterna 1968 grundade bland andra Michel, Alain Badiou och Sylvain Lazarus den maoistiska Union des Communistes de France marxiste-léniniste (UCFml). År 1985 upplöstes UCFml och de tre grundade istället Organisation politique (OP), en postleninistisk och postmaoistisk organisation. Med utgångspunkt i Marx, Lenins och Maos teorier värnade OP särskilt om de utländska arbetarnas villkor.